# Myotis nipalensis
Myotis nipalensis — вид рукокрилих роду Нічниця (Myotis).

## Поширення, поведінка
Проживання: Афганістан, Вірменія, Азербайджан, Китай, Грузія, Індія, Іран, Казахстан, Киргизстан, Непал, Таджикистан, Туреччина, Туркменістан, Узбекистан. Цей вид зустрічається в найрізноманітніших, часто посушливих і гірських місцях проживання, населяє в тому числі ліси, чагарники, луки і пустелі. Він також був записаний у сільських садах і міських районах у Південній Азії. Сідала лаштує в тріщинах будівель, скель, печерах і старих шахтах. Тварини зазвичай починають харчуватися після сутінок, полюючи на літаючих комах низько над землею. Політ швидкий і маневренний. Вид, швидше за все, немігруючий, але популяція може переселятися в різних місцях ночівель, якщо вони порушуються. Зимує в підземних сховищах. Вид розмножується один раз в рік, народжує одне маля.